# Афінський олімпійський спортивний комплекс
38°02′19″ пн. ш. 23°47′09″ сх. д. / 38.03861° пн. ш. 23.78583° сх. д.

Афінський олімпійський спортивний комплекс імені Спиридона Луїса, або OAKA (грец. Ολυμπιακό Αθλητικό Κέντρο Αθηνών "Σπύρος Λούης") — спортивний комплекс в передмісті Афін Марусі, який приймав Середземноморські ігри 1991 року, Чемпіонат світу з легкої атлетики 1997 р., Чемпіонат світу з баскетболу 1998 р., Пісенний конкурс Євробачення 2006 р. і фінал Євроліги 2007 року.
Проте найбільшою подією, головним майданчиком якої був спорткомплекс, стали XXVIII літні Олімпійські ігри в Афінах 2004 року. Тут відбулись святкові церемонії відкриття та закрриття ігор та змагання з близько двох десятків видів спорту. Напередодні ігор комплекс був повністю реконструйований за проектом іспанського архітектора Сантьяго Калатрава.

## Майданчики
Спортивний комплекс крім допоміжних включає п'ять головних майданчиків:
- Олімпійський стадіон — вміщує 72 000 вболівальників;
- Олімпійська крита зала, в якій відбувались змагання з гімнастики, стрибків на батуті, проходили баскетбольні матчі. Місткість зали — 19 250;
- Олімпійський аквацентр, який включає 3 басейни місткістю відповідно 11 500, 6 200 та 5 300;
- Олімпійський тенісний центр, що об'єднує 16 тенісних кортів;
- Олімпійський велодром місткістю до 5 250 глядачів.[2]